# Strada Statale 534 di Cammarata e degli Stombi
Die Strada Statale 534 „di Cammarata e degli Stombi“ ist eine italienische Staatsstraße.

## Verlauf
Die SS 534 verbindet die Autobahn Salerno–Reggio di Calabria mit der ionischen Küste bei Sibari. Der Verlauf entspricht der Europastraße 844.